# Xecutioner's Return
Xecutioner's return è il settimo album della band death metal Obituary, uscito nel 2007.

## Tracce
1. Face Your God – 2:56
2. Lasting Presence – 2:12
3. Evil Ways – 2:57
4. Drop Dead – 3:35
5. Bloodshot – 3:25
6. Seal Your Fate – 2:30
7. Feel the Pain – 4:31
8. Contrast the Dead – 7:01
9. Second Chance – 3:28
10. Lies – 3:32
11. In Your Head – 4:31
12. Executioner Returns (Special Edition Box Set Bonus Track) – 3:42

## Formazione
- John Tardy - voce
- Ralph Santolla - chitarra
- Trevor Peres - chitarra
- Frank Watkins - basso
- Donald Tardy - batteria